# Булак (Селенгинський район)
Булак (рос. Булак) — улус Селенгинського району, Бурятії Росії. Входить до складу Сільського поселення Загустайське.
Населення —  21 особа (2015 рік). 